# 德中路
德中路（Dejhong Rd.）為高雄市楠梓區的南北向重要道路，起端銜接典昌路，末端銜接右昌街。編號台17線，屬於西部濱海公路，是往來梓官區、橋頭區及楠梓區的重要道路，也是高雄大學特區的主要道路之一。

## 行經行政區域
- 楠梓區

## 沿線設施
（由北至南）
- 樂活公園
- 公二公園
- 全家便利商店高雄德中店
- 高雄市漁會援中港辦事處
- 援中港清水巖
- 7-ELEVEN德中門市
- 後勁溪

## 公共自行車
- 高雄市公共自行車租賃系統：
  - 樂活公園(大學二十六街)：德中路/大學二十六街口(東北側人行道)
  - 援中德中路口(西南側)：德中路8號(西南側)

## 相關連結
- 高雄市主要道路列表